# Uh
Uh (ukrajinsky Уж, rusínsky Уж, maďarsky Ung) je řeka na východním Slovensku a Zakarpatské Ukrajině, levostranný přítok řeky Laborec. Tok řeky má celkovou délku 127 km, z toho je 21,3 km na území Slovenska.

## Průběh toku
Pramení na Ukrajině ve Východních Karpatech (850 m n. m.). Na ukrajinské části toku tvoří hluboké údolí a protéká městy Velký Berezný a Perečín, u Užhorodu údolí přechází v rovinu. Na území Slovenska vstupuje jižně od obce Záhor v nadmořské výšce 102,6 m, tok se stáčí a obloukem obtéká obec Pinkovce (100,1 m n. m.). Teče na západ přes Lekárovce a u Bajan (92,5 m n. m.) se stáčí nejprve na sever, přibírá zprava vody kanálu Veľké Revištia-Bežovce a následně teče opět na západ. Protéká obcí Vysoká nad Uhom, u Pavlovic nad Uhom teče územím lužního lesa a tok se zde narovnává. Dále teče jihozápadním směrem, zprava přibírá Čiernu vodu a následně ústí do Laborce v nadmořské výšce 96,0 m jižně od obce Stretavka (respektive východně od obce Drahňov). Největším městem na řece je ukrajinský Užhorod.

## Vodní režim
Uh je na slovenském území typicky nížinnou řekou, protéká Východoslovenskou rovinou. Na dolním toku ukládá mohutné vrstvy říčních nánosů (Kapušianske pláňavy) a vytváří početná mrtvá ramena.

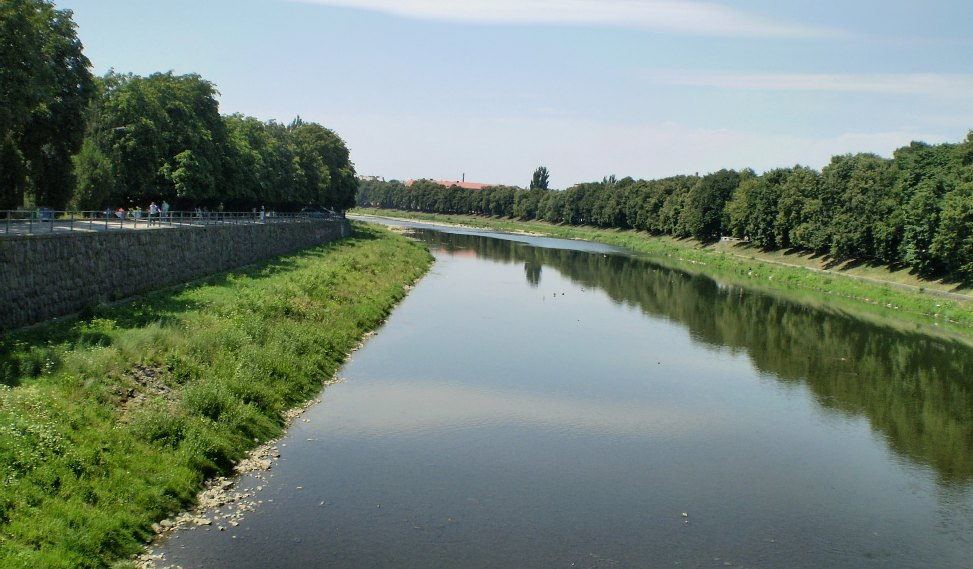
Uh v Užhorodě

## Využití
V okolí řeky se u obcí Pavlovce nad Uhom a Stretava těží zemní plyn.